# Florenţa Crăciunescu
Florenţa Crăciunescu (Rumania, 7 de mayo de 1955-8 de junio de 2008) fue una atleta rumana, especializada en la prueba de lanzamiento de disco en la que llegó a ser medallista de bronce olímpica en 1984.

## Carrera deportiva
En los JJ. OO. de Los Ángeles 1984 ganó la medalla de bronce en el lanzamiento de disco, llegando hasta los 63.64 m, tras la neerlandesa Ria Stalman y la estadounidense Leslie Deniz.